# 今山佳奈
今山 佳奈（いまやま かな、1976年12月29日 - ）は、2000年代に活動していた日本の元女性アナウンサー。

## 人物・来歴
東京都出身。神田外語大学外国語学部卒業。血液型B型。身長166cm。
セント・フォース所属（2012年3月まで）。局アナの経験はない。
2008年9月28日までのおよそ6年間、TBSテレビ『サンデーモーニング』にレギュラー出演していた。番組内コーナー「週刊御意見番」（共演者は大沢啓二と張本勲）の専任キャスターであったが、まれに他のコーナーも担当した。
『サンデーモーニング』降板後も、しばらくは所属事務所に籍を置いていたものの、結局は新たに何らかの番組に出演することは無かった。

## 出演

### ウェブ
- MSNリニューアルガイド

### テレビ番組
- めちゃ×2イケてるッ!（フジテレビ）1998年4月4日 - 「日本一周お見合いの旅」に函館在住のお嬢様として出演
- やじうまワイド（テレビ朝日）2001年4月〜2002年6月
- サンデーモーニング（TBSテレビ）2002年10月〜2008年9月

### ポスター
- JR東日本
- トステム
- 雪印乳業ヨーグルト